# Yasuyuki Honne
Yasuyuki Honne (本根 康之, Honne Yasuyuki) (nacido en 5 de marzo de 1971) es un diseñador gráfico y director en materia de videojuegos. En el pasado trabajó para Square, aunque actualmente es un empleado de Monolith Soft. Trabajó notablemente en la saga Chrono y fue director en los videojuegos Baten Kaitos: Las Alas Eternas y el Océano Perdido (con Koshi Horibe y Hiroya Hatsushiba) y Baten Kaitos Origins (con Hiroya Hatsushiba).

## Juegos
Honne ha participado en el desarrollo de los siguientes juegos:
- Front Mission 1st (1995)
- Chrono Trigger (1995)
- Radical Dreamers -Nusumenai Hōseki- (1996)
- Treasure Conflix (1996)
- Xenogears (1998)
- Chrono Cross (1999)
- Xenosaga Episode I: Der Wille zur Macht (2002)
- Baten Kaitos: Las Alas Eternas y el Océano Perdido (2003)
- Dirge of Cerberus -Final Fantasy VII- (2006)
- Baten Kaitos Origins (2006)
- Super Smash Bros. Brawl (2008)
- Dragon Ball Z: Attack of the Saiyans(2009)
- Xenoblade Chronicles (2010)
- The Legend of Zelda: Skyward Sword (2011)
- Project X Zone (2012)
- Animal Crossing: New Leaf (2012)